# Teaupa
Teaupa (auch: Moa-moa) ist eine Insel im Westen von Haʻapai im Pazifik. Sie gehört politisch zum Königreich Tonga.

## Geografie
Das Motu liegt im Gebiet von Lulunga bei Kotu und in einem gemeinsamen Riff mit Matuku, Haʻafeva (Hafaiva), Fetoa und Kolo (Ogoroo). Die Insel ist in etwa sichelförmig und unbewohnt.

## Klima
Das Klima ist tropisch heiß, wird jedoch von ständig wehenden Winden gemäßigt. Ebenso wie die anderen Inseln der Haʻapai-Gruppe wird Teaupa gelegentlich von Zyklonen heimgesucht.